# Берхман, Вера Константиновна
Ве́ра Константи́новна Бе́рхман (родилась 30 сентября 1888 года, Российская империя — умерла 24 марта 1969 года, Ленинград, РСФСР, СССР) — сестра милосердия в 1-ю мировую войну, блокадница. Троюродная сестра А. А. Блока.

## Происхождение
Отец Веры Константиновны, обрусевший прибалтийский немец К. А. Берхман (1856—1920), был женат на Александре Борисовне Хвостовой (1853—1924), дочери сенатора, тайного советника Бориса Николаевича Хвостова (1828—1883) и Надежды Ивановны Красновой (1830—?). У Веры было две сестры — Ольга (1883—?) и Татьяна (1894—1942) — и брат Александр (ум. после 1913).
К. А. Берхман был лютеранином по вероисповеданию, однако все его дети были крещены в православии. Он окончил Императорское училище правоведения (набережная реки Фонтанки, д. № 6). Вся его жизнь в дальнейшем была связана со сферой юстиции. Пройдя по ступенькам служебной лестницы от следователя в г. Старая Русса до старшего нотариуса Псковского окружного суда, К. А. Берхман в 1912 г. получил чин действительного статского советника и занял должность товарища председателя Петербургского окружного суда. В январе 1920 г. он скончался в Житомире от тифа.
Берхманам принадлежало красивейшее имение Скоково в Псковской губернии. Их дети на всю жизнь сохранили самые светлые воспоминания о Скоково, где семья проводила каждое лето. Увлечения семьи были разнообразны. Летом — спорт, лошади, домашние театрализованные постановки. Мать и дети играли на фортепьяно, много читали. Отец серьёзно занимался живописью, рисовал акварелью, углём, писал маслом. В 1995—2007 гг. в экспозиции музея-заповедника А. С. Пушкина «Михайловское» выставлялось семь рисунков К. А. Берхмана из архива его внука, А. Н. Великотного.

## Биография
Вера Константиновна Берхман родилась 30 сентября 1888 года. В Петербурге её семья жила на Большой Зелениной улице в доме № 9 (ныне — № 13). Сёстры окончили женскую Василеостровскую гимназию ведомства императрицы Марии Фёдоровны. В этом заведении обучались девушки из самых разных слоёв общества.
В 1913 г. Вера Константиновна окончила ускоренные курсы сестёр милосердия Общины сестёр милосердия им. генерал-адъютанта М. П. фон Кауфмана Общества Красного Креста, основанные в 1900 г. по распоряжению императрицы Марии Фёдоровны.
С началом Первой мировой войны В. К. Берхман была командирована в лазарет для тяжелораненых Военно-санитарной организации великой княгини Марии Павловны. Судя по всему, усердие на этом поприще она проявила немалое, так как уже в январе 1915 г. была награждена нагрудной медалью на Анненской ленте за особые труды и усердие. Спустя всего месяц она была снова отмечена, на сей раз золотым наперсным крестом великой княгини, а в ноябре — Георгиевской медалью 4-й степени за то, что под сильным обстрелом 28 июля на станции Межиречье и 30 июля на станции Брест-Литовск, «подвергая свою жизнь опасности, оказывала помощь раненым». В декабре 1915 г. она получила ещё одну награду — серебряную медаль на Владимирской ленте «за отличную усердную службу и труды».
Болезнь заставила Веру Константиновну в мае 1916 г. оставить службу военных медсестёр. С 1917 г. она постоянно жила в Петрограде/Ленинграде на Малой Посадской ул., д. № 17. Ежегодно 30 сентября — в день именин — в её просторной комнате собирались родственники.
Сама Вера Константиновна работала медсестрой в различных учреждениях. Дольше всего она проработала в здравпункте при артели «Лесопильщик» (1932—1940). В течение последующих трёх лет ей пришлось семь раз поменять место работы, как правило, по не зависящим от неё причинам. Великая Отечественная война застала её на работе в поликлинике № 2 Василеостровского района. В марте 1942 г. она работала лекарским помощником на фабрике искусственных зубов, спустя три месяца была переведена в здравпункт фабрики имени Конкордии Самойловой, но проработала там немногим более месяца. Новым местом работы стал здравпункт завода им. Макса Гельца. Не прошло и четырёх месяцев, как ей снова пришлось поменять место работы. В амбулатории на заводе «Линотип» она проработала 14 лет — до 1956 г.
Первая мировая война оказала колоссальное воздействие на Веру Константиновну. Церковь постепенно заняла в её жизни основное место. Она стремилась не только не пропускать ни одной службы и педантично соблюдать посты: у неё возник огромный интерес к патристике, религиозной литературе вообще.
Вера Константиновна увлекалась театром, занималась сочинительством. До войны она написала своего рода хронику семьи Берхман под многозначительным названием «Казановы». Сохранились и другие её сочинения — «Последняя каша», «Россия неизвестная» и др. В. К. Берхман скончалась 24 марта 1969 г. Её похоронили на Шуваловском кладбище в одной могиле с сестрой Татьяной.

## Примечание
1. ↑  Волков С. Высшее чиновничество Российской империи. Краткий словарь. — М.: Русский Фонд Содействия Образованию и Науке, 2016. — 798 с. — Стр. 68. — ISBN 9785040609390